# Фредерік Фонтан
Фредерік Фонтан (фр. Frédéric Fontang; нар. 18 березня 1970) — колишній французький тенісист.
Найвищу одиночну позицію світового рейтингу — 59 місце досяг 14 жовтня 1991, парну — 589 місце — 14 жовтня 1991 року.
Здобув 1 одиночний титул.
Найвищим досягненням на турнірах Великого шолома було 2 коло в одиночному розряді.
Завершив кар'єру 1999 року.

## Фінали турнірів ATP за кар'єру

### Одиночний розряд: 2 (1–1)
| Результат | W/L | Дата | Турнір                 | Покриття | Суперник               | Рахунок       |
| --------- | --- | ---- | ---------------------- | -------- | ---------------------- | ------------- |
| Поразка   | 0–1 | 1991 | Сан-Марино, Сан-Марино | Ґрунт    | Гільєрмо Перес Рольдан | 3–6, 1–6      |
| Перемога  | 1–1 | 1991 | Палермо, Італія        | Ґрунт    | Еміліо Санчес Вікаріо  | 1–6, 6–3, 6–3 |

## Титули на челленджерах

### Одиночний розряд: (1)
| Ранг | Рік  | Турнір         | Покриття | Суперник     | Рахунок  |
| ---- | ---- | -------------- | -------- | ------------ | -------- |
| 1.   | 1991 | Мерано, Італія | Ґрунт    | Карлос Коста | 6–3, 6–3 |